# طلال حاجی
طلال حاجی (عربی: طلال أبوبكر عبدالله حاجي؛ زادهٔ ۱۶ سپتامبر ۲۰۰۷) بازیکن فوتبال است.
وی همچنین در تیم ملی فوتبال زیر ۱۷ سال عربستان سعودی بازی کرده‌است.